# 死或生 沙滩排球2
《死或生 沙滩排球2》是Xbox 360游戏机上的电子游戏，由Team Ninja开发。这是死或生系列《死或生 沙滩排球》的续作。同它的前作一样，《死或生 沙滩排球2》侧重于描绘海滩上的比基尼美女。由于增加了可游玩小游戏的数量而不再只有沙滩排球，所以将标题的“Beach Volleyball”去掉了。

## 游戏系统
《死或生：沙滩排球2》采用了两个星期的休假模式，玩家可以尽情享受各种活动。每一天都分成三个部分（上午，下午和晚上），玩家每次可以执行其中一个活动。
这个游戏十分强调友谊，玩家必须与其他女孩成为朋友，可以在岛上的商店给她们买她们喜欢的礼物，这样做将增加两角色之间的关系。如果两人之间的友谊在一个足够高的水平，对方可以被说服成为玩家的排球搭档。
游戏以沙滩排球模式为主，另有多个小游戏包括水上摩托車、踩浮板、沙滩抢旗、顶屁股、水上拔河、滑水、赌场等。

## 角色
在《死或生：沙滩排球2》中，玩家可以任意选择目前该系列中的九个女孩。游戏中每个女孩都有特定的物品和喜好，这些偏好会影响到她收到礼物时的反应。每个角色也都有各自最喜欢的颜色，这又会影响到他们对特定物品（和包装纸）的好恶。
可供选择的角色有：
- 绫音
- 克里斯蒂（Christie）
- 海莲娜（Helena）
- 瞳
- 霞
- 心
- 雷芳
- 莉莎
- 蒂娜

需要注意的是，心并没有出现在《死或生：沙滩排球》中，并自此成为了可选的新增角色。

## 开发

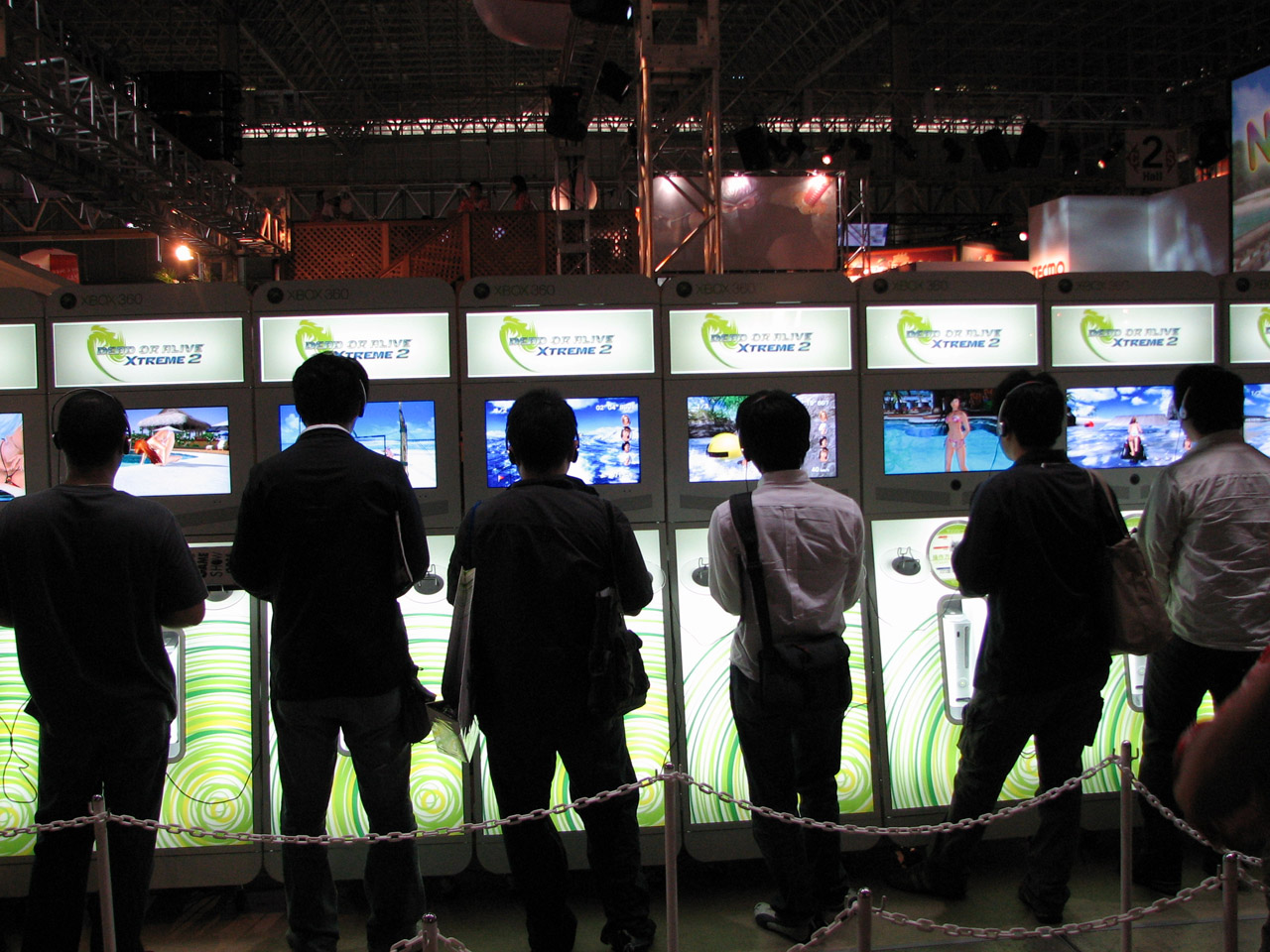
2006年東京電玩展上的《生死格鬥 沙灘排球2》試玩區

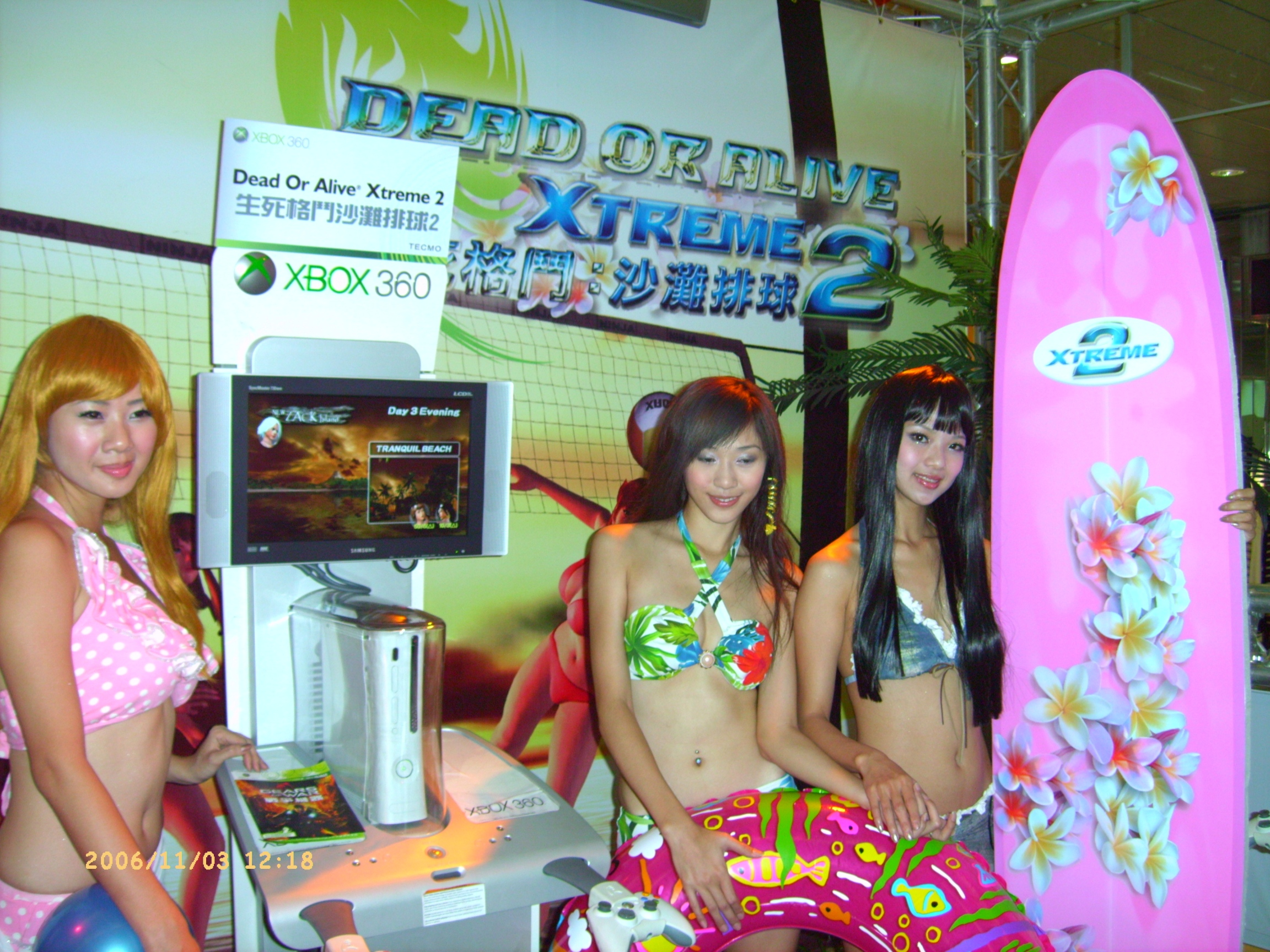
《死或生：沙滩排球2》在X06 Taiwan電玩展上的宣传展位

游戏使用了《死或生4》所用引擎的增强版，新引擎支持自阴影和布料模拟等技术，而迷你游戏“水上摩托艇”使用了全新的物理引擎，虽然画面效果与其他小游戏类似。游戏中对乳摇系统进行了改进，以抑制乳房的异常摇晃，还增加了一个新的“棕黄色线系统”以防止泳装上出现棕黄色的分割线。
《死或生：沙滩排球2》的游戏模式并不单一，其中包括若干个不同的子游戏。游戏最初设计了42个小游戏，最后只保留了7个（不包括沙滩排球）。在开发过程中，设计师板垣伴信表示他不会加入类似于蹦床比赛和湿T恤比赛的小游戏。他认为这是低级趣味并且“显示出妇女的负面形象”。